# Peter Pilz listája
A Most – Pilz listája (németül: Jetzt – Liste Pilz)  osztrák politikai mozgalom.

## Története
2017 július 17-én Peter Pilz, aki alapítója és sokáig parlamenti képviselője volt a Zöld Pártnak, hátat fordított korábbi párttársainak, miután június 25-én a Zöld Párt delegáltjainak többsége megszavazta, hogy nem kerül újítják meg a részvételét a párt választási listáján. Pilz többször is kifejezte a szándékát, hogy saját listát indít a 2017-es ausztriai parlamenti választásra. Július 25-én egy sajtótájékoztatón közzé is tette a listát. Rendelkezik 4 parlamenti képviselő támogatásával, így az induláshoz nem kellett szavazói aláírásokat gyűjtenie.
A listán van: Peter Pilz, Maria Stern (muzsikus, tanár), Peter Kolba (jogász és fogyasztóvédelmi aktivista),  Bohrn Mena (volt SPÖ-politikus és állatvédő), Stephanie Cox (üzletember), Alfred Noll (jogász), Wolfgang Zinggl (zöld politikus), Bruno Rossmann (zöld politikus), Daniela Holzinger-Vogtenhuber (SPÖ-politikus), Renée Schroeder (tudós), Hannes Werthner (tudós), Teresa Roscher (ápoló) és Alma Zadic (ügyvéd).
2017. július 26-án regisztráltak a listát mint párt a belügyminisztériumban.

## Választási eredmények

### Nemzeti Tanács
| Választások | Szavazatok száma | %    | Megszerzett helyek száma | Kormánypárt/Ellenzék?     |
| ----------- | ---------------- | ---- | ------------------------ | ------------------------- |
| 2017        | 223,543          | 4.41 | 8 / 183                  | Ellenzék                  |
| 2019        | 89,169           | 1.87 | 0 / 183                  | Kiesett a törvényhozásból |